# 난자
난자(卵子, 문화어: 란자)는 동물 암컷의 생식 세포이다. 난자를 나타내는 영어 낱말 ovum은 "알"을 의미하는 라틴어인 ovum으로부터 유래하였다.
난자는 난소라고 불리는 암컷의 생식샘에서 생산된다. 포유동물의 경우 평생 내보내는 모든 난자를 태어날 때부터 이미 가지고 있으며 난자형성 과정을 통해 성숙시킨다고 한다. 모든 새, 대부분의 어류, 파충류, 양서류와 같은 난생 동물의 경우, 난자는 보호 껍질을 구성하며, 수란관을 통해 체외로 배출된다. 난자는 조류의 경우 체내에서, 많은 어류의 경우 체외에서 정자에 의해 수정된다. 수정 후에는 배아가 형성되며, 알 내부에 저장된 영양분을 사용하며 성장하고, 이후 알에서 부화한다. (난생 동물의 알에 관해서는 알 항목을 참조.)

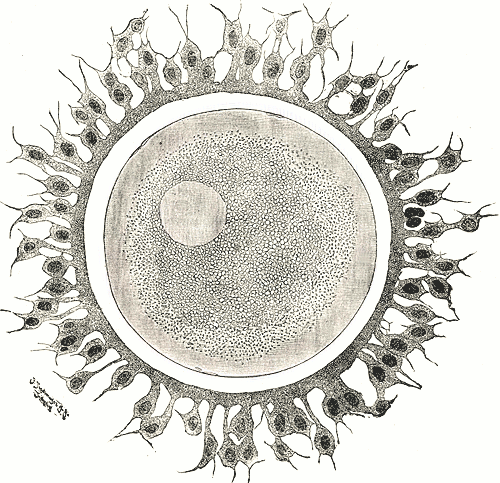
인간 난자

정자와 난자는 생식과 번식이라는 현상학 체계를 통틀어서 가장 중요한 DNA를 지닌다. 난자는 세포질 및 미토콘드리아(또한 식물의 경우에는 엽록체)를 제공함으로써 유사분열을 하고, 마침내 수정을 통해 배반포를 형성한다. 반면 정자의 미토콘드리아는 난자에 의해서 파괴되므로 난자는 세포질 내의 미토콘드리아 및 엽록체와 같은 세포소기관을 홀로 공급한다고 한다. 미토콘드리아가 자기 자신의 DNA를 가지고 있다는 사실은 미토콘드리아 유전학 측면에서 볼 때 중요하게 생각할 수도 있으며, 이는 부계 및 모계 선조를 추적하는 데 사용될 수도 있을 것이다. 마찬가지로 자신의 DNA를 지닌 엽록체를 이용해서 식물의 선조를 추적하는 것 역시 가능하다.(* 이상은 미확정성에 기초한 불확실한 가설에 불과하며 현재 관련 학계의 반대 증명과 학설이 유력하다).
인간 및 다른 태반 포유 동물 등의 태생 동물에서 난자는 체내에서 수정되고, 배반포 역시 태어날 때까지 자궁 속에서 자란다. 이 경우 영양분은 직접 모체로부터 받는다. 난자는 인체에서 가장 큰 세포이며, 일반적으로 어떠한 현미경 없이도 맨눈으로 관찰할 수 있다.
난생 및 태생의 중간인 난태생 동물도 있다. 배반포가 난생의 경우처럼 알 속에서 영양분을 받으며 자라지만, 태어나기 직전 혹은 알이 모체를 떠나기 이전에 모체에서 부화하는 것이다. 일부 어류, 파충류와 많은 무척추동물이 이러한 방식을 사용한다.
난자에는 많은 영양분이 있으며, 이것은 접합자(Zygote)에 있는 영양분중 90% 이상을 담당한다. 즉 생식세포로서의 가치는 정자보다 더 크다고 할 수 있다.

## 난자 발생
난자의 경우 정자와 달리 한 난원세포(Oogonia)에서 1개의 난자와 2개의 극체가 생성된다. 정자의 경우 정원세포(Spermatogonia)에서 4개의 정자가 생산된다. 난원세포는 출생 후 약 6개월이 되면 제 1차 난모세포(Primary Oocyte)로 전환되지만, 사춘기 이전에는 발달이 정지한 상태로 있는다. 난자는 제 1차 난모세포에서 수정할때까지 어떤 단계에 있어도 난자라고 한다. 난자 발생 시 난자를 둘러싸고 있는 난포는 5단계의 발달 과정을 거치면서 난포형성(Folliculogenesis)을 한다.
1. 원시난포(Primordial Follicle)는 단층편평 난포세포(Follicular Cell)로 둘러싸인 1차 난모세포로 구성되어 있다.
2. 1차 난포(Primary Follicle)는 입방형이며, 난모세포 둘레에 단층으로 되어있다.
3. 2차 난포(Secondary Follicle)가 분리되어 서로서로 층을 쌓고, 이때의 난포세포를 과립세포(Granulosa Cell)라고 한다. 과립세포는 난모세포 둘레에 투명대(투명띠, Zona Pellucida)라는 맑은 첼층을 만든다. 반면 난포 둘레에는 결합조직이 농축되어 섬유성 껍질, 즉 난포막(Theca)을 형성한다.
4. 3차 난포(Tertiary Follicle)는 난표벽 내 작은 주머니에 액체를 분비한다. 주머니가 커지면서 주머니들끼리 합해져 액체가 가득 찬 하나의 공간인 난포방(Antrum)이 된다. 난포방의 한쪽 면은 과립세포 더미가 난모세포를 뎦어서 난포벽으로부터 보호한다. 가장 속층은 난모세포가 혈류로부터 아무것도 받을 수 없는 장벽을 만들며, 과립세포는 난자에게 선택적으로 영양소와 호르몬만 지나가게 하며, 항체와 같은 기타 잠재적으로 해로운 화합물질을 걸러준다. 투명대는 혈관 분포를 난자를 위해서 풍부하게 만들어주고, 난포세포와 함께 성호르몬, 특히 에스트로겐(Estrogen)을 분비한다.
5. 성숙(포상) 난포(Mature[Graafian] Follicle). 정상적으로 매달 1개의 난포가 성숙난포가 되어서 배란하며 나머지 난포는 퇴화한다.[2]

## 우성 난포
우성 난포(Dominant Follicle)는 FSH(난포자극호르몬)과 LH(황체형성호르몬) 및 에스트로겐에 가장 민감하며 배란기에 다른 난포보다 앞서서 경쟁할 수 있다. 동시에 난소에서 나온 에스트로겐은 간접적으로 FSH를 분비하는 뇌하수체를 억제한다. 이 결과 상대적으로 덜 민감한 다른 난포는 퇴화하지만, 고도로 민감한 우성난포는 계속해서 성장한다.

## 같이 보기
- 생식자
- 알
- 수정
- 배란
- 수분
- 임신
- 정자
- 접합자
- 극체